# ITSEC
Критерії оцінки безпеки інформаційних технологій (англ. Information Technology Security Evaluation Criteria) (ITSEC) - впорядкований набір критеріїв для оцінки безпеки комп'ютерних систем. ITSEC було вперше опубліковано в травні 1990 у Франції, Німеччині, Нідерландах, та Британії і він базувався на існуючих роботах проведених в відповідних країнах. Наступну версію було опубліковано Європейською Комісією в червні 1991 для використання в схемах оцінки та сертифікації
З часу появи в 1990 стандарт визнали кілька інших Європейських країн.
ITSEC був замінений на Common Criteria, який має аналогічні оцінки рівнів захисту.